# Palm Desert
Palm Desert é uma cidade localizada no estado americano da Califórnia, no condado de Riverside. Foi incorporada em 26 de novembro de 1973. Situa-se a aproximadamente 11 km ao oeste de Palm Springs no Coachella Valley.
A banda de Queens of the Stone Age foi fundada na cidade.

## Geografia
De acordo com o United States Census Bureau, a cidade tem uma área de 70 km², onde 69,4 km² estão cobertos por terra e 0,5 km² por água.

### Localidades na vizinhança
O diagrama seguinte representa as localidades num raio de 16 km ao redor de Palm Desert.

## Demografia
Segundo o censo nacional de 2010, a sua população é de 48 445 habitantes e sua densidade populacional é de 697,68 hab/km². Possui 37 073 residências, que resulta em uma densidade de 533,90 residências/km².